# Lully (Vaud)
Pour les articles homonymes, voir Lully.
Lully (/lyji/) est une commune suisse du canton de Vaud, qui est située dans le district de Morges.

## Géographie
Le territoire de Lully s'étend sur 2,05 km2. Lors du relevé de 2013-2018, les surfaces d'habitations et d'infrastructures représentaient 22,4 % de sa superficie, les surfaces agricoles 63,4 % et les surfaces boisées 13,2 %.
| Denens           | Vufflens-le-Château | Chigny     |
| Lussy-sur-Morges | Lully               | Tolochenaz |
| Saint-Prex       | Saint-Prex          | Tolochenaz |

## Toponymie
Le nom de la commune, qui se prononce /lyji/, est composé du nom romain Lullius et du suffixe toponymique celtique -akos/-acum. Il désigne un domaine rural que possédait une famille Lullius.
La première occurrence écrite du toponyme date de 1018, sous la forme de Lulliacum.
La commune se nomme Louyî en patois vaudois.

## Population et société

### Gentilé et surnoms
Les habitants de la commune se nomment les Lulliérans.
Ils sont surnommés les Bourdons et les Ronchons,.

### Démographie

#### Évolution de la population
Lully compte 824 habitants au 31 décembre 2022 pour une densité de population de 402 hab/km2. Sur la période 2010-2019, sa population a augmenté de 3,0 % (canton : 12,9 % ; Suisse : 9,4 %).  

#### Pyramide des âges
En 2020, le taux de personnes de moins de 30 ans s'élève à 35,8 %, au-dessus de la valeur cantonale (35 %). Le taux de personnes de plus de 60 ans est quant à lui de 23,8 %, alors qu'il est de 21,9 % au niveau cantonal.
La même année, la commune compte 431 hommes pour 392 femmes, soit un taux de 52,4 % d'hommes, supérieur à celui du canton (49,1 %).
| Hommes | Classe d’âge | Femmes |
| ------ | ------------ | ------ |
| 0,5    | 90 ans ou +  | 0,8    |
| 7,0    | 75 à 89 ans  | 5,4    |
| 13,7   | 60 à 74 ans  | 20,2   |
| 19,7   | 45 à 59 ans  | 25,0   |
| 17,2   | 30 à 44 ans  | 19,1   |
| 20,4   | 15 à 29 ans  | 14,0   |
| 21,6   | - de 14 ans  | 15,6   |

| Hommes | Classe d’âge | Femmes |
| ------ | ------------ | ------ |
| 0,5    | 90 ans ou +  | 1,4    |
| 6,1    | 75 à 89 ans  | 8,2    |
| 13,3   | 60 à 74 ans  | 14,3   |
| 21,5   | 45 à 59 ans  | 21,2   |
| 22,0   | 30 à 44 ans  | 21,4   |
| 19,6   | 15 à 29 ans  | 18,0   |
| 16,9   | - de 14 ans  | 15,5   |

## Culture et patrimoine

### Monuments
La commune compte sur son territoire un château du XVIIIe siècle, longtemps résidence d'été du célèbre ténor suisse Hugues Cuénod, qui en était propriétaire.

### Personnalités liées à la commune
- Jean François Mayor de Montricher, créateur du canal de Marseille au XIXe siècle, est né à Lully le 19 avril 1810.

### Héraldique
| Blason | Blasonnement : D'azur à la bande d'or accompagnée en chef d’une croix tréflée d'argent. |